# Liste der Monuments historiques in Préguillac
Die Liste der Monuments historiques in Préguillac führt die Monuments historiques in der französischen Gemeinde Préguillac auf.

## Liste der Bauwerke
| Bezeichnung        | Beschreibung              | Standort                  | Kennzeichnung | Schutzstatus | Datum | Bild           |
| ------------------ | ------------------------- | ------------------------- | ------------- | ------------ | ----- | -------------- |
| Kirche Ste-Eulalie | Erbaut im 12. Jahrhundert | Rue Sainte-Eulalie (Lage) | PA00104854    | Inscrit      | 1978  | weitere Bilder |

## Liste der Objekte
| Bezeichnung      | Beschreibung           | Standort                         | Kennzeichnung | Schutzstatus | Datum | Bild |
| ---------------- | ---------------------- | -------------------------------- | ------------- | ------------ | ----- | ---- |
| Weihwasserbecken | Stein, 18. Jahrhundert | in der Kirche Ste-Eulalie (Lage) | PM17001200    | Inscrit      | 1981  |      |